# بيرانتيفيا
بلدية بيرانتيفيا (بالإسبانية: Berantevilla) هي بلدية تقع في مقاطعة ألافا التابعة لإقليم الباسك شمال إسبانيا.

## الديموغرافيا
يبلغ عدد سكان بلدية بيرانتيفيا 494 نسمة عام 2011 (وفقاً للمعهد الوطني للإحصاء الإسباني).
| 403 | 422 | 467 | 458 | 446 | 438 | 494 |